# Хінд бинт Мактум бін Юма-аль-Мактум
Хінд бинт Мактум бін Юма-аль-Мактум (араб. الايخة الندانت متتوم الن ُامعة ال متتوم) — старша дружина прем'єр-міністра Об'єднаних Арабських Еміратів Мохаммеда ібн Рашида Аль Мактума. Народилася 12 лютого 1962 року. Вона є матір'ю 12 з тридцяти дітей свого чоловіка, серед них його спадкоємця Хамдана ібн Мохаммеда Аль Мактума, наслідного принца Дубая. Її також називають Першою леді Дубая. Шейха Хінд не є публічною фігурою і намагається не привертати до себе увагу в суспільстві.

## Родина
Шейха Хінд — внучка шейха Джуми бен Мактума Аль Мактума по батьківській лінії, брата еміра Дубая Саїда II (Саїд ібн Мактум), діда нинішнього шейха. Вона також є племінницею шейха Ахмада бен Джуми Аль Мактума, який помер у 2009 році.
Її мати, шейха Шайха бинт Саїд бін Мактум Аль Мактум (померла 28 січня 2017 року), була дочкою еміра Дубая Саїда II, що робить Шейху Хінд двоюрідною сестрою її чоловіка по лінії матері, а також троюрідною сестрою її чоловіка лінією батька.

## Шлюб
У 1979 році, у віці 17 років, Хінд Бинт Мактум одружилася зі своїм двоюрідним братом Мохаммедом ібн Рашидом Аль Мактум, який був на 13 або 14 років старший за неї. Їхнє весілля стало першою великою публічною подією в Дубаї. Для святкування цієї події вжили ретельно продуманих заходів, весілля було таким пишним, що його можна було легко прийняти за національне свято, а не за одруження. Для проведення весілля збудували стадіон на 20 000 місць, на якому демонструвалися катання на конях і верблюдах, а також показ фігур вищого пілотажу ВПС Дубая. Загальна вартість весільних урочистостей оцінювалася приблизно у 100 мільйонів доларів США. Після одруження шейха Хінд залишилася традиційною арабською дружиною і сумлінно дотримується ісламської системи пурди, ніколи не супроводжуючи свого чоловіка на його гоночних зустрічах і рідко з'являючись на інших публічних заходах. Навіть її фотографія ніколи не демонструвалась публічно.
Як старша дружина шейха, шейха Хінд є головним матріархом королівської сім'ї і проживає зі своєю сім'єю в Палаці Забіл (Палац правителя) у Дубаї.